# Limba găgăuză
Limba găgăuză (găgăuză: gagauzça sau gagauz dili) este un nume dat limbii turcice vorbită în principal în Republica Moldova (105,000 vorbitori, preponderent în Unitatea Teritorială Autonomă Găgăuzia), Ucraina, Bulgaria, Grecia, România etc.
A fost scrisă cu alfabetul grecesc, apoi cu alfabetul limbii române până în 1957, după care a fost adoptată o versiune modificată a alfabetului chirilic destinat limbilor turcice. Astăzi limba găgăuză este scrisă cu alfabetul turc.
În perioada sovietică populația găgăuză a fost supusă politicii de rusificare. Lipsa completă a școlilor cu predare în limba găgăuză a făcut ca majoritatea acestei populații să fie școlarizată în rusește, iar limba rusă a devenit pentru mulți principala limbă vorbită. În cadrul unora din școlile în limba rusă se predau și cursuri de limba găgăuză.

## Scrierea
Până în secolul al XIX-lea, limba găgăuză rămăsese o limbă nescrisă. Apoi, mai ales pentru publicarea literaturii religioase, se folosea alfabetul grec. În 1957 a fost creat alfabetul chirilic. În 1996, limbei găgăuze i-a fost readusă scrierea cu alfabetul latin, de această dată după modelul turcesc, cu adăugarea următoarelor litere: Ää, Êê, Ţţ. Litera „Țț” a fost preluată din alfabetul român și se folosește numai în limba română (cu virgulă) și în limba găgăuză (cu sedilă).
| А а | Ä ä | B b | C c | Ç ç | D d | Е е | Ê ê |
| F f | G g | H h | I ı | İ i | J j | K k | L l |
| M m | N n | O o | Ö ö | Р р | R r | S s | Ş ş |
| T t | Ţ ţ | U u | Ü ü | V v | Y y | Z z |     |

Alfabetul găgăuz este unul „fonetic”.
Literele alfabetului:
- vocale anterioare: e, i, ö, ü, ä
- vocale posterioare: a, ı, o, u, ê

- ä - [æ] ca în engl. map
- ç - [t͡ʃ] ca în cioban
- c - [d͡ʒ] ca în ger, agil
- g - [g] ca în Galați, și înaintea vocalelor [e] și [i]
- ê - [ə] ca în măr
- ı - [ɨ] similar ca în în
- ö - [ø] ca în Goethe
- ü - [y] ca în Zürich

### Alfabetul chirilic(istoric)
Alfabetul Chirilic nu se mai folosește în mod oficial în scrierea limbii găgăuze, și a fost folosit numai pe timpurile Uniunii Sovietice. A fost introdus în 1957. Acest alfabet ce a înlocuit alfabetul român, ce era utilizat și la scrierea limbii găgăuze.
| А а | Ä ä | Б б | В в | Г г | Д д | Е е | Ё ё |
| Ж ж | Ӂ ӂ | З з | И и | Й й | К к | Л л | М м |
| Н н | О о | Ö ö | П п | Р р | С с | Т т | У у |
| Ӱ ӱ | Ф ф | Х х | Ц ц | Ч ч | Ш ш | Щ щ | Ъ ъ |
| Ы ы | Ь ь | Э э | Ю ю | Я я |     |     |     |

## Lexic
Limba găgăuză are un lexic foarte apropiat limbii turce moderne. De-a lungul timpului însă a împrumutat din alte limbi mai multe cuvinte, cum ar fi:
Limbile Slave (Bulgară/Ucraineană/Rusă)

Unuku (din ucraineană „onuk”, nepot), Maşına (din ucraineană, rusă sau română: mașină), Mamu (din ucraineană, rusă sau română: mamă), Garmon (din ucraineană sau rusă „garmon/harmon” acordeon), Traktor (din ucraineană, rusă sau română: tractor), Babu (bunică), Kutü (din ucraineană: „kutya”, fel de mâncare, nu are traducere), Kolada (colinde).

Arabă

Insan (om), Alkogol (alcool), Allah (Dumnezeu), Fukara (sărac), Seläm (salut), Din (Credință), Kämil (superb), Kitab (carte), Canta (geantă), Sabaa (dimineață), Käfir (păgân), Sıfır (zero), İslää (bine).

Română

Juridik (juridic), Hırleţ (hârleț), Furkuliţa (furculiță), Primar (primar), Armata (armată), Prost (prost, rău), Romıniya (România).

Greacă

Fasülä (fasole), Ayoz (sfânt), Stavroz (cruce), Yortu (sărbătoare), Klisä (biserică), Popaz (părinte, preot).